# NGC 4516
NGC 4516 é uma galáxia espiral barrada (SBab) localizada na direcção da constelação de Coma Berenices. Possui uma declinação de +14° 34' 29" e uma ascensão recta de 12 horas, 33 minutos e 07,5 segundos.
A galáxia NGC 4516 foi descoberta em 8 de Abril de 1784 por William Herschel.